# Fran Warren

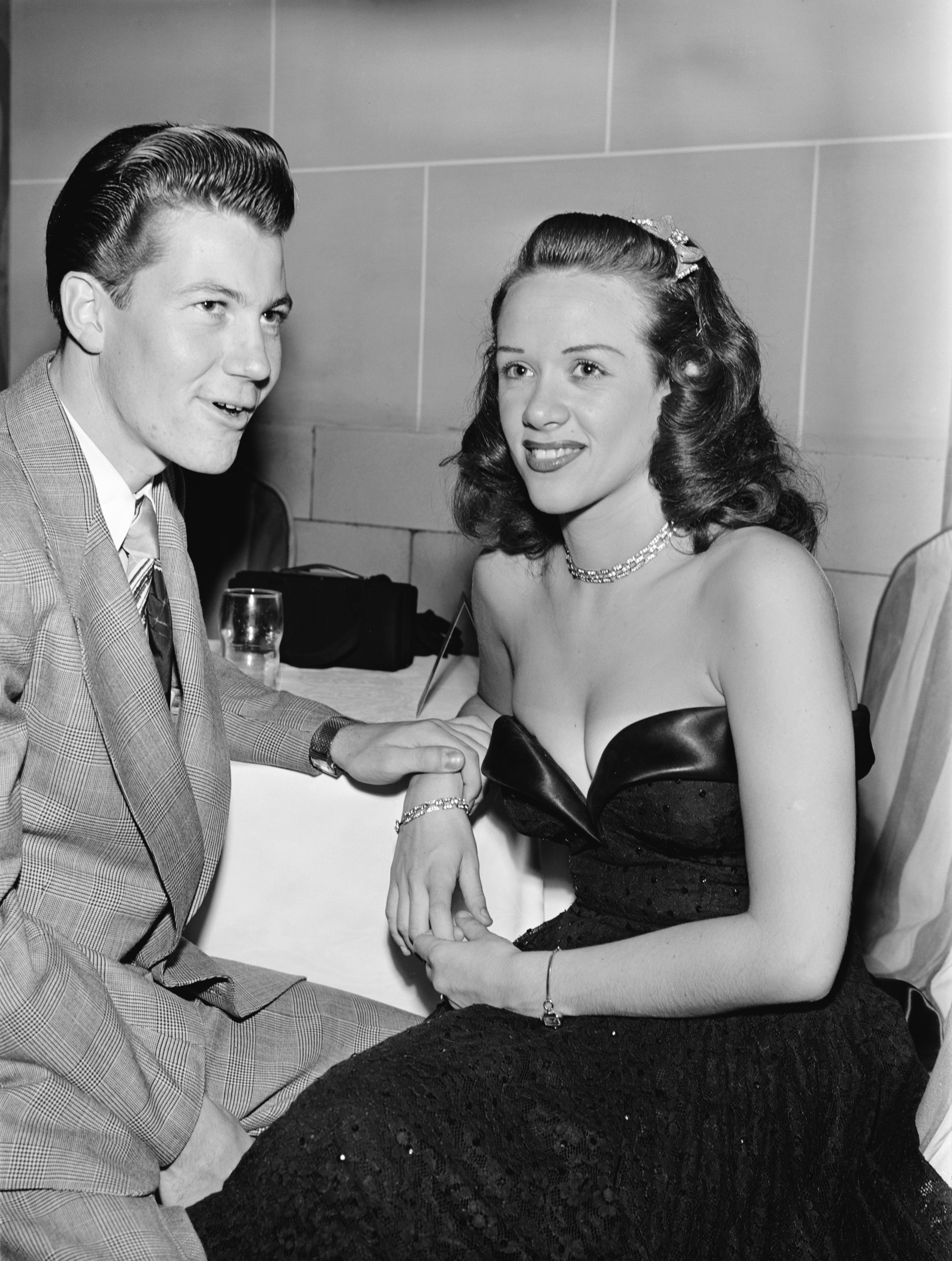
Gene Williams und Fran Warren,
New York City, ca. Oktober 1947.
Fotografie von William P. Gottlieb.

Fran Warren, gebürtige Frances Wolfe (* 4. März 1926 in New York City; † 4. März 2013 in Connecticut) war eine US-amerikanische Jazz- und Popsängerin.

## Leben
Frances Wolfe wuchs als Tochter einer jüdischen Familie in der Bronx auf und begann als Tänzerin am New Yorker Roxy Theater. Nach dem Zweiten Weltkrieg arbeitete sie als Sängerin unter anderem für die Bands von Randy Brooks, Art Mooney, Billy Eckstine und Charlie Barnet; Eckstine gab ihr den Künstlernamen Fran Warren, den sie seither benutzte. 1947 wurde sie Sängerin des Claude Thornhill Orchestra, mit dem sie im gleichen Jahr mit A Sunday Kind Of Love erstmals eine Chartplatzierung erreichte.
1948 verließ Warren Thornhills Band, um eine Solokarriere mit einem Vertrag bei RCA Records zu starten. Ihr größter Erfolg allerdings wurde 1950 I Said My Pajamas And Put On My Prayers, ein Duett mit dem Schauspieler und Sänger Tony Martin, mit dem sie auch in der Folgezeit zusammenarbeitete. Im gleichen Jahr erschien auch Dearie, ein Duett mit Lisa Kirk aus der Revue The Copacabana Show of 1950. Später wechselte sie zu MGM Records, wo 1953 ihr letzter großer Erfolg It’s Anybody’s Heart mit Lew Douglas & His Orchestra erschien.
In jüngster Zeit erschienen drei Alben mit Aufnahmen Warrens: The Complete Fran Warren With Claude Thornhill (2000), Let’s Fall in Love (2003) und Fran Warren With Orchestra (2004); für 2007 ist Love For Love beim Label Flare angekündigt.

## Diskografie
- Mr. Imperium, 1951
- Mood Indigo, 1956
- Hey There! Here’s Fran Warren mit Mel Lewis, Bob Enevoldsen, Don Fagerquist, Marty Paich, 1957
- Something’s Coming, 1960